# Золотобрюхая зарянковая мухоловка
Золотобрюхая зарянковая мухоловка (лат. Eopsaltria australis) — вид птиц из семейства Австралийские зарянки, обитающий на в прибрежных районах восточной Австралии. Ареал этого вида простирается от юго-восточного угла Южной Австралии до Куктауна, захватывая большую часть штата Виктория и западную половину Нового Южного Уэльса. В тропической северной части Квинсленда восточная жёлтая зарянковая мухоловка обитает на Большом Водораздельном Хребте на таких высотах, где тепло, но не жарко.
В списках МСОП проходит как вид, вызывающий наименьшие опасения.

## Классификация
Золотобрюхая зарянковая мухоловка впервые была описана орнитологом Джорджем Шоу в 1769 году. В этом виде выделяются 2 подвида: северный (Eopsaltria australis chrysorrhoa) и восточный (Eopsaltria australis australis), который ранее считался отдельным видом.
Как и другие австралийские зарянки, этот вид не состоит в близком родстве ни с зарянками, ни с обитающими в Северной Америке странствующими дроздами. Скорее, он ближе к другим воробьиным птицам тропического пояса и Австралии, таким как радужные птицы, малюровые и медососовые, а также к врановым. Всех птиц из рода «Eopsaltria» называют жёлтыми зарянковыми мухоловками (англ. «Yellow Robins»), в отличие от «красных зарянковых мухоловок» (англ. «Red Robins») из рода «Petroica».

## Внешний вид
Дорастая в длину до 15—16 см, этот вид является одним из самых крупных в своём семействе. Кроме того, золотобрюхих зарянковых мухоловок легко наблюдать — они практически равнодушны к присутствию человека. Пара или небольшая семейная группа этих птиц занимает и защищает — иногда круглогодично, иногда в течение определённого сезона — свой кормовой участок. Скорее всего, они не мигрируют на большие расстояния, но могут совершать небольшие сезонные миграции, поднимаясь выше в горы или спускаясь с них.

## Ареал и среда обитания
Может жить в различных местах: на пустошах, в эвкалиптовых лесах, в зарослях кустарников (особенно акации), в жестколистных лесах. При прочих равных предпочитает более влажные места, чаще встречается у воды. Как и все австралийские мухоловки, предпочитает густые леса, дающие много тени. Охотится, сидя на стволе дерева, проводе или низко расположенной ветке и ловя пролетающих мимо насекомых. Питается в основном насекомыми, но также и другими мелкими беспозвоночными. Размножается весной, гнездится — как и многие другие австралийские птицы — обычно колониями. Гнездо — аккуратная чашечка, сплетённая из тонких растительных волокон и паутины — обычно располагается в развилке веток и великолепно замаскировано с помощью лишайников, мха, древесной коры и листьев.

## Галерея

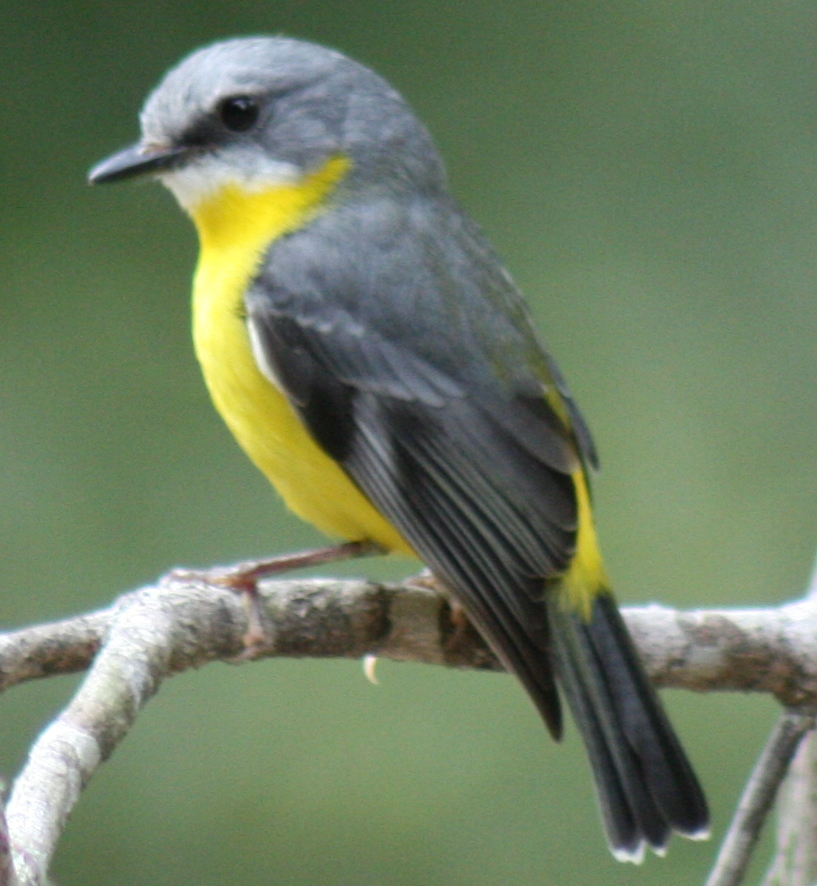
На ветке.
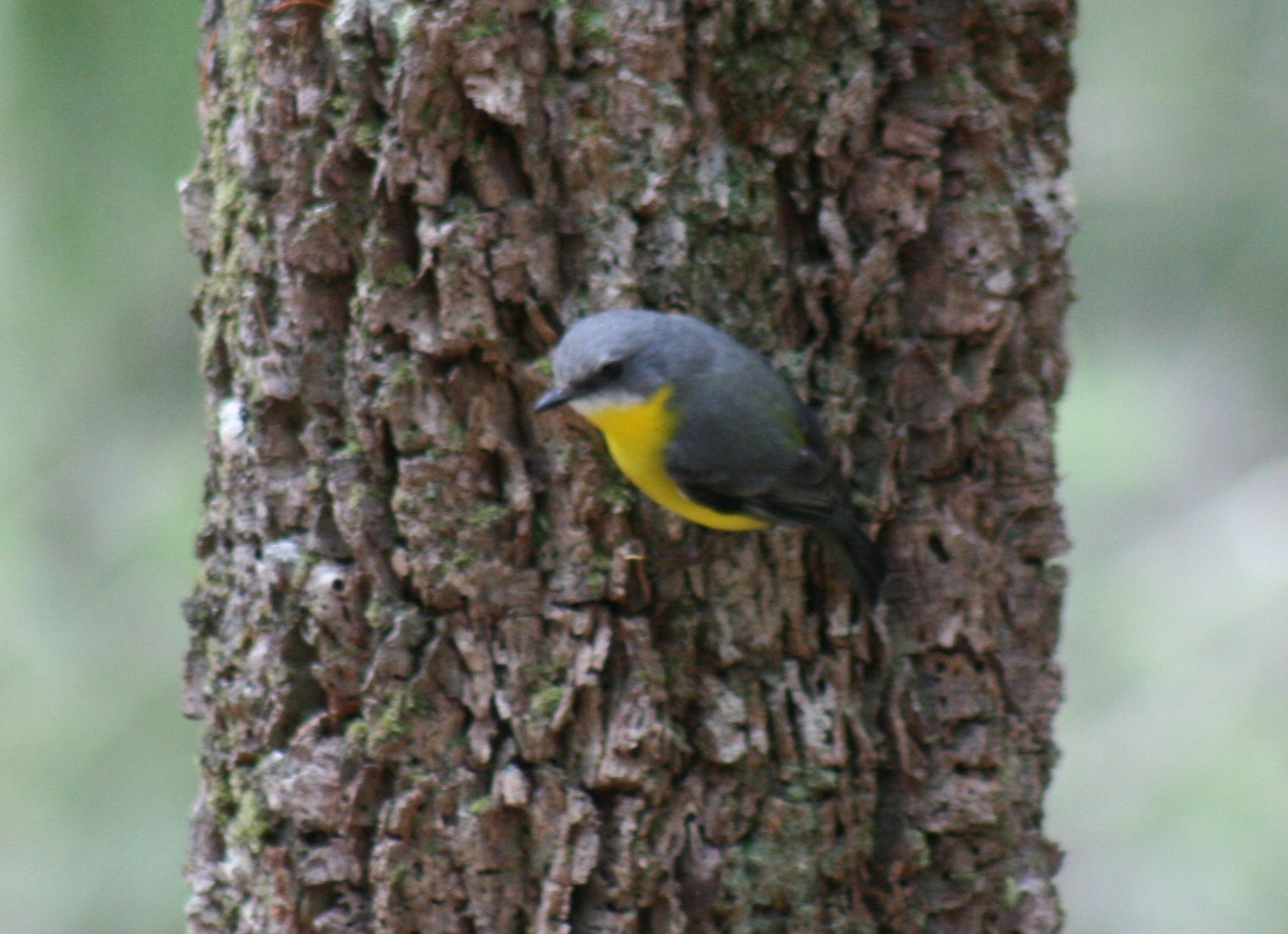
На стволе дерева
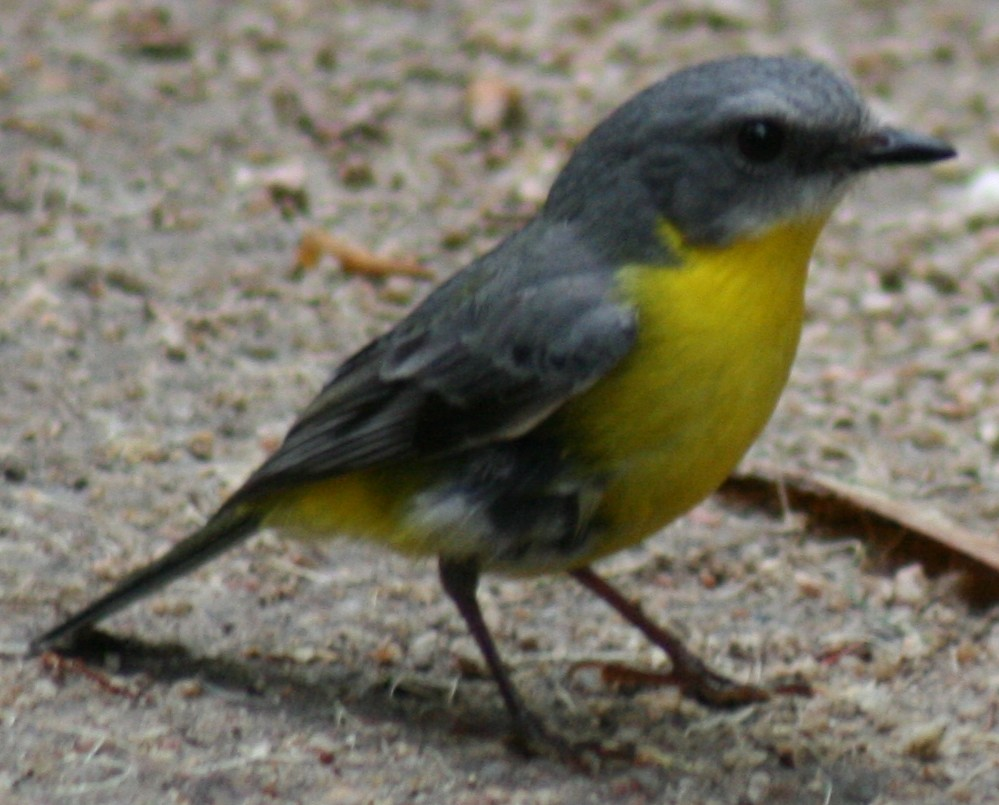
На земле
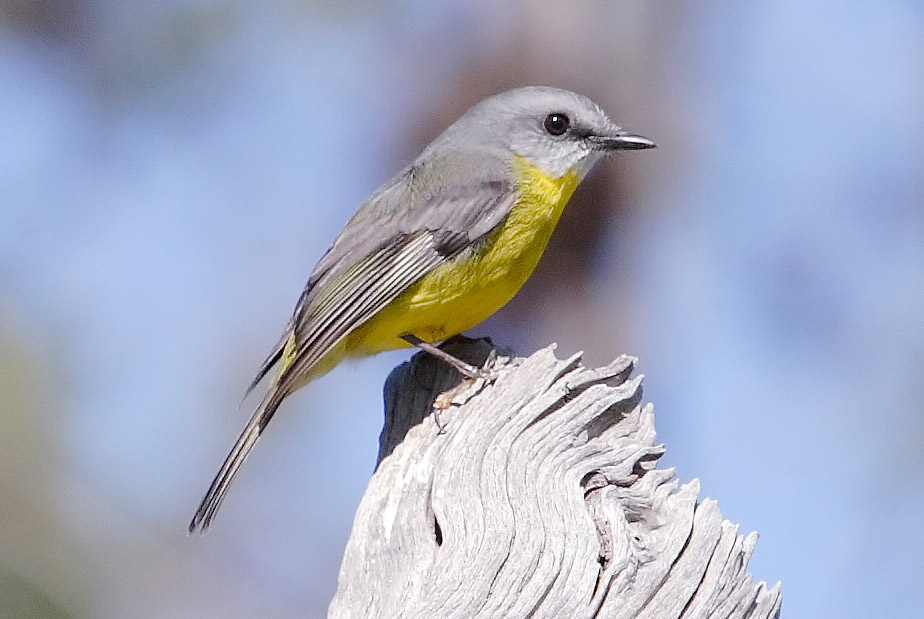